# Przemysław (przystanek kolejowy)
Przemysław – nieczynny przystanek kolejowy w Przemysławiu, w powiecie łobeskim, w województwie zachodniopomorskim, w Polsce.